# Paralcaligenes ginsengisoli
Paralcaligenes ginsengisoli es una especie de bacteria gramnegativa del género Paralcaligenes. Fue descrita en el año 2021. Su etimología hace referencia a suelo de ginseng. Es aerobia y móvil por flagelo polar. Tiene un tamaño de 0,4-0,5 μm de ancho por 0,9.1,3 μm de largo. Catalasa y oxidasa positivas. Forma colonias circulares, convexas, enteras y de color amarillo en agar NA tras 3 días de incubación. Temperatura de crecimiento entre 10-30 °C, óptima de 30 °C. También crece en agar LB, R2A y TSA, pero no en MacConkey. Es sensible a los antibióticos : carbenicilina, cefazolina, ceftazidima, eritromicina, neomicina, novobiocina y tetraciclina. Resistente a lincomicina, rifampicina y vancomicina. Tiene un contenido de G+C de 55,9%. Se ha aislado del suelo en un campo de ginseng en Corea del Sur.